# Sette grandi casati partici
I sette grandi casati partici, conosciuti anche come sette grandi casati dell'Iran, erano sette aristocrazie feudali di origine partica che erano alleati della corte sasanide.

## Storia
I sette grandi casati partici avevano svolto un ruolo attivo nella politica iranica sin dai tempi dell'impero arsacide, cosa che continuarono a fare sotto i loro successori, i Sasanidi. Solo due delle sette nobili discendenze, quella di Suren e quella di Karen, tuttavia, sono effettivamente attestati in fonti databili al periodo partico. Le sette casate sostenevano di essere state confermate come signori in Iran dal leggendario re kayanide Vištaspa. «Può darsi che [...] i loro membri costruirono artificiosamente le proprie genealogie per sottolineare l'antichità delle loro famiglie». Durante la parentesi sasanide, le sette dinastie feudali giocarono un ruolo significativo alla corte di Ctesifonte. Bahram Chobin, un famoso comandante militare che rispondeva a Ormisda IV (regnante dal 579 al 590), proveniva dal casato di Mehrān.
Di seguito vengono riportati i sette casati:
- Ispahbudhan, di Gorgan
- Varaz del Khorasan orientale
- Karen di Nahavand
- Mehrān di Rey
- Spandiyadh di Rey
- Zik dell'Adurbadagan
- Suren del Sakastan